# Ford Global C-car Platform
Volvo P1/Mazda BK/Ford Global C-car Platform ― автомобільна платформа компанії Ford . Вона замінила застарілі платформи Ford C170 та Mazda BJ . Вперше платформа з'явилася в європейських Ford Focus C-Max на початку 2004 року . Вона призначається або переднього, або повного приводу.
Платформа Ford C1 була розроблена в Кельні . При розробці враховувалися сторони автовиробників, що беруть участь у проекті - Ford, Mazda, Volvo, а саме: безпека Volvo, жорсткість кузова Mazda і комфортабельність Ford .

Автомобілі, що використовували платформу Ford C1:

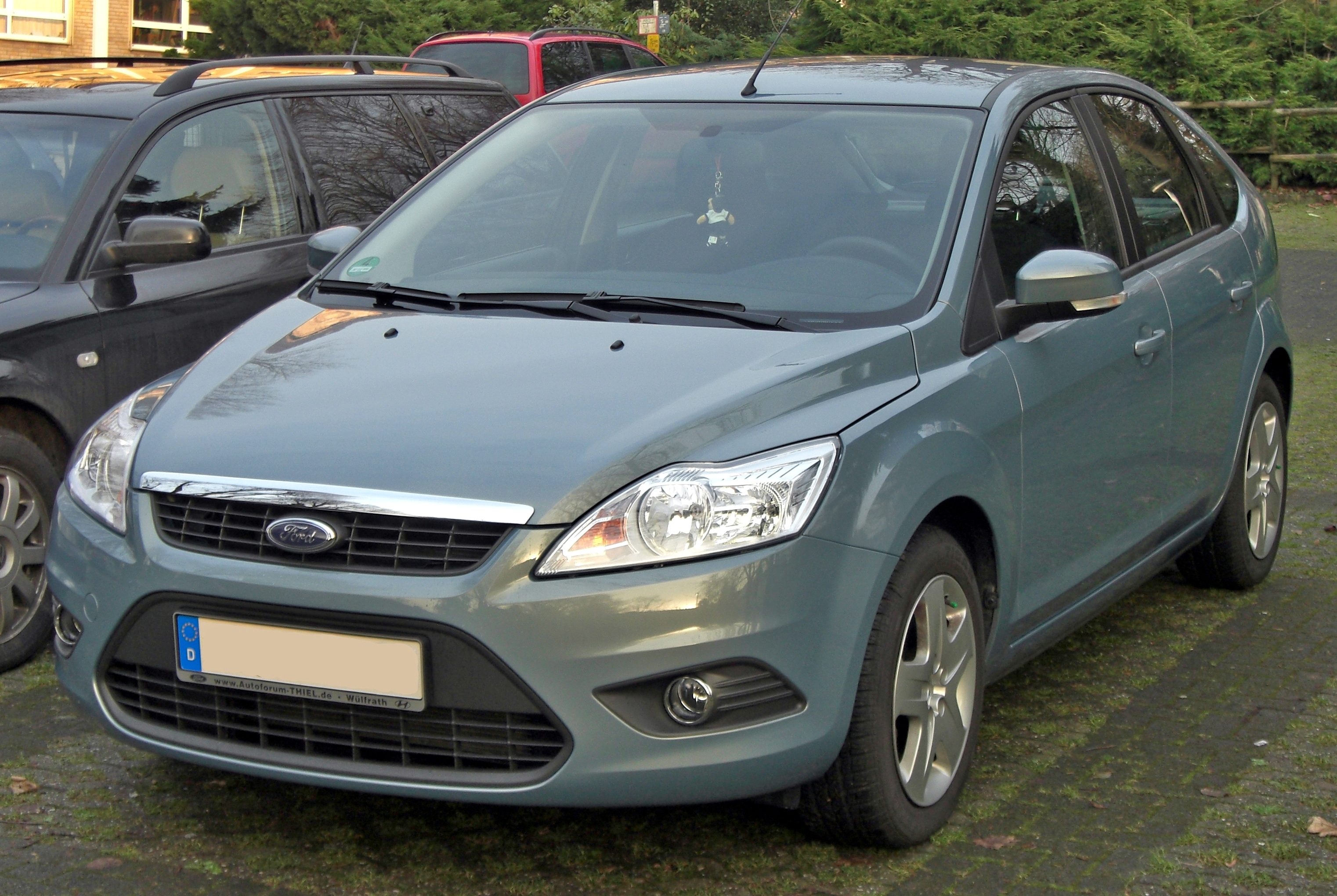
Ford Focus II, збудований на платформі Ford C1

- 2003-2010 Ford Focus C-Max (перше покоління), (перший європейський автомобіль на цій платформі)
- 2004-2008 Mazda 3 (кодова назва J48)
- 2005-2010 Ford Focus (друге покоління, кодова назва C307), (Північноамериканський Focus використовував платформу C170 до 2011 року)
- 2004-2012 Volvo S40 седан (кодова назва P11)
- 2004-2012 Volvo V50 (кодова назва P12)
- 2006-2010 Mazda 5
- 2006-2013 Volvo C70 купе / кабріолет (кодова назва P15)
- 2007-2013 Volvo C30 (кодова назва P14)
- 2008-2012 Ford Kuga (з деякими конструктивними доробками)

## Глобальна платформа C
Платформа C1 було замінено глобальною платформою C. Автомобілі, що використовують глобальну платформу C:
- 2010 Ford C-Max (друге покоління)
- 2012 Ford Focus
- 2013 Ford Kuga / Escape
- 2013 Transit Connect та Tourneo Connect .
- 2015 Lincoln MKC

Автомобілі, що частково використовують глобальну платформу C:
- 2009-2013 Mazda 3
- 2010-2015 Mazda 5
- 2012 Volvo V40